# Saurita bibia
Saurita bibia är en fjärilsart som beskrevs av Walker 1854. Saurita bibia ingår i släktet Saurita och familjen björnspinnare. Inga underarter finns listade.